# Döhrener Friedhof

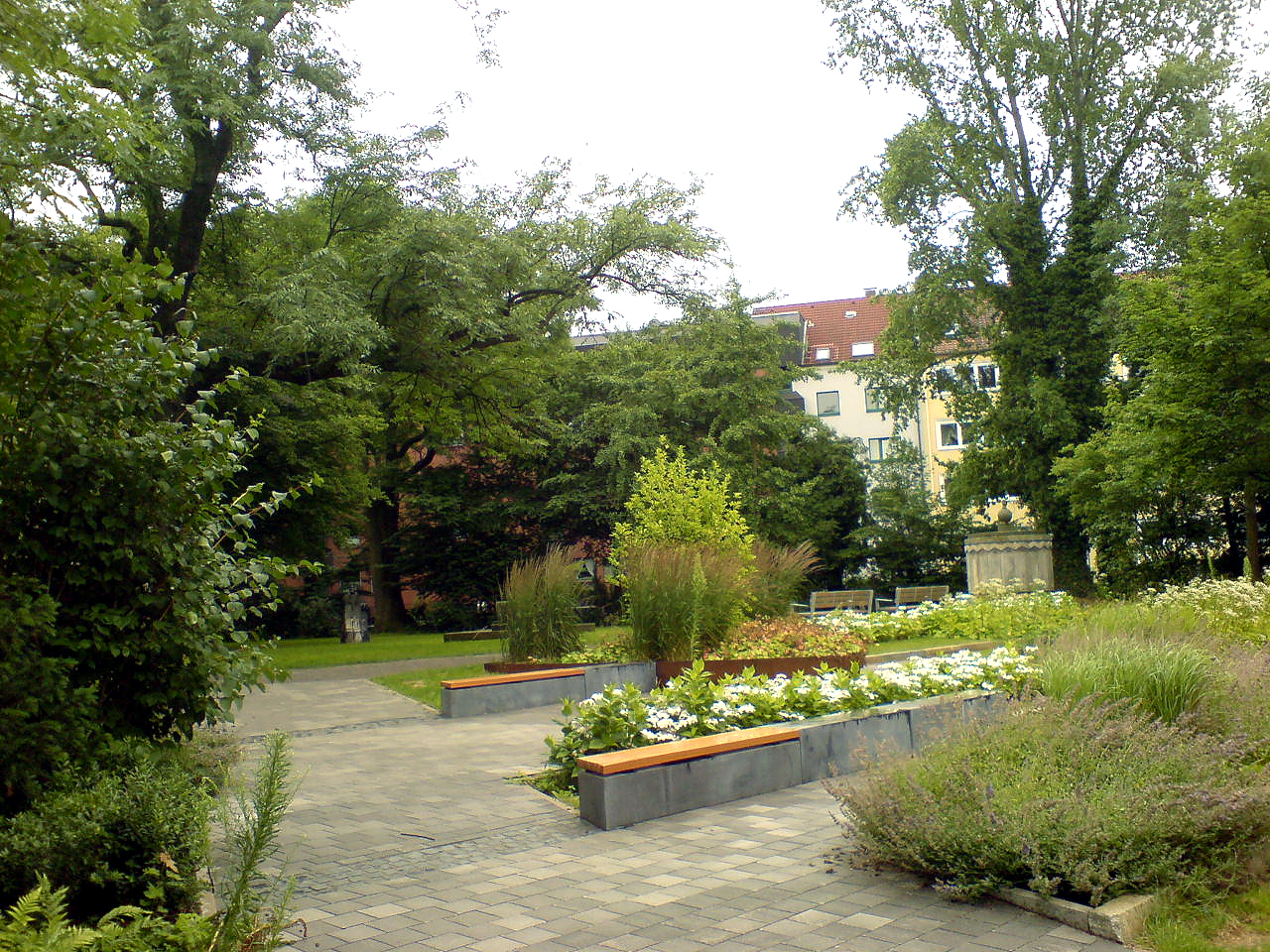
Der neugestaltete Eingangsbereich an der Fiedelerstraße

Der Döhrener Friedhof in Hannover ist ein denkmalgeschützter ehemaliger Friedhof im Stadtteil Döhren. Standort der heute zum Park umgewandelten Grünfläche ist das Karree zwischen der Fiedelerstraße,  Helenenstraße, Ziegelstraße und Abelmannstraße.

## Geschichte

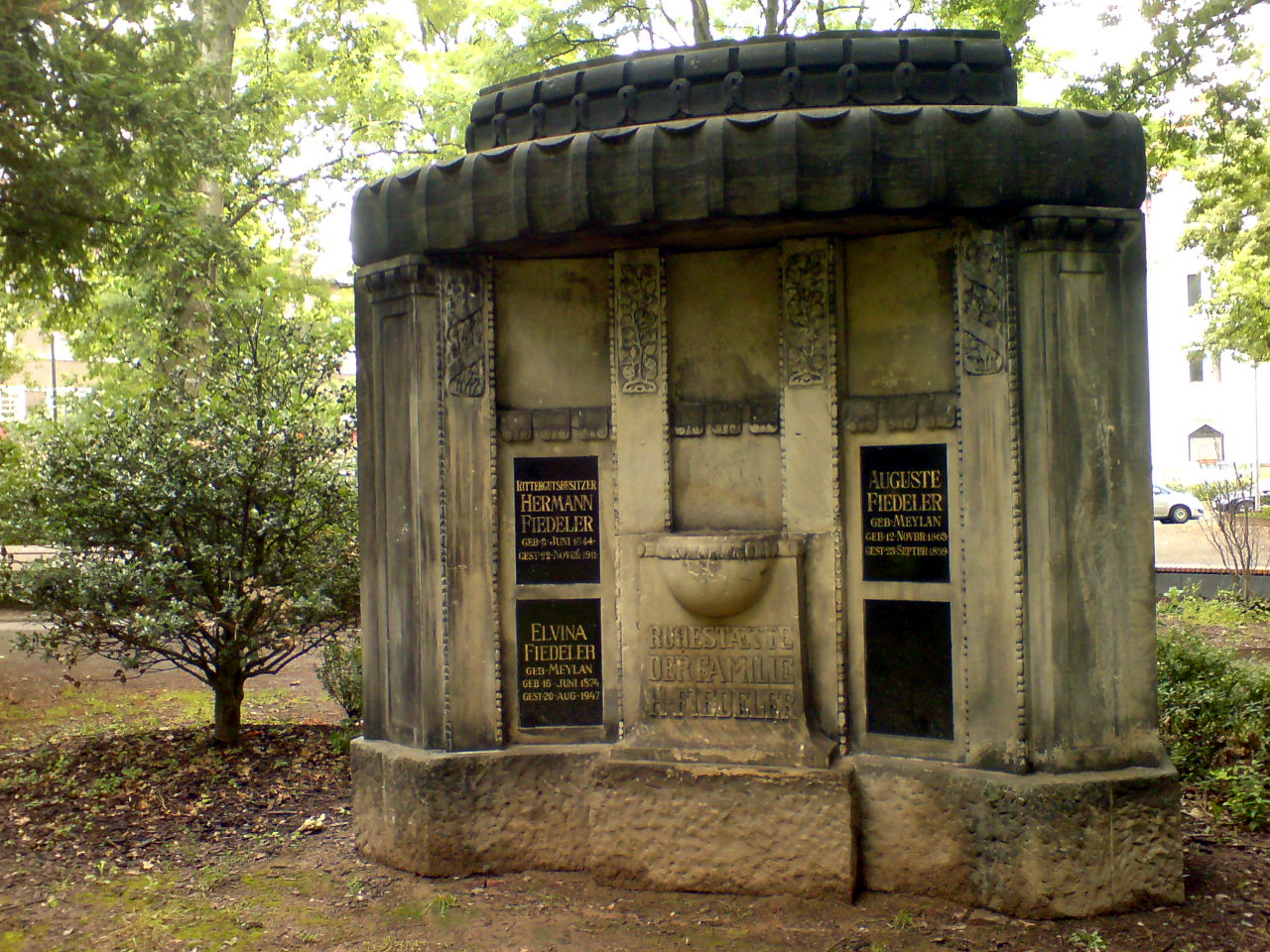
Familiengrab des Hermann Fiedeler, Namensgeber der Fiedelerstraße und vom Fiedler Platz

Der Friedhof wurde im Jahr 1810 mitten in der sogenannten Franzosenzeit angelegt und 1920 aufgelassen. Die Anzahl der vergleichsweise wenigen erhaltenen Grabmäler erklärt sich daraus, dass auf dem Gebiet des ab 1919 geplanten Stadtfriedhofs Seelhorst zuvor bereits eine zweite Bestattungsfläche für die Bürger aus Döhren (1,58 Hektar) und Wülfel (1,15 Hektar) angelegt worden war.

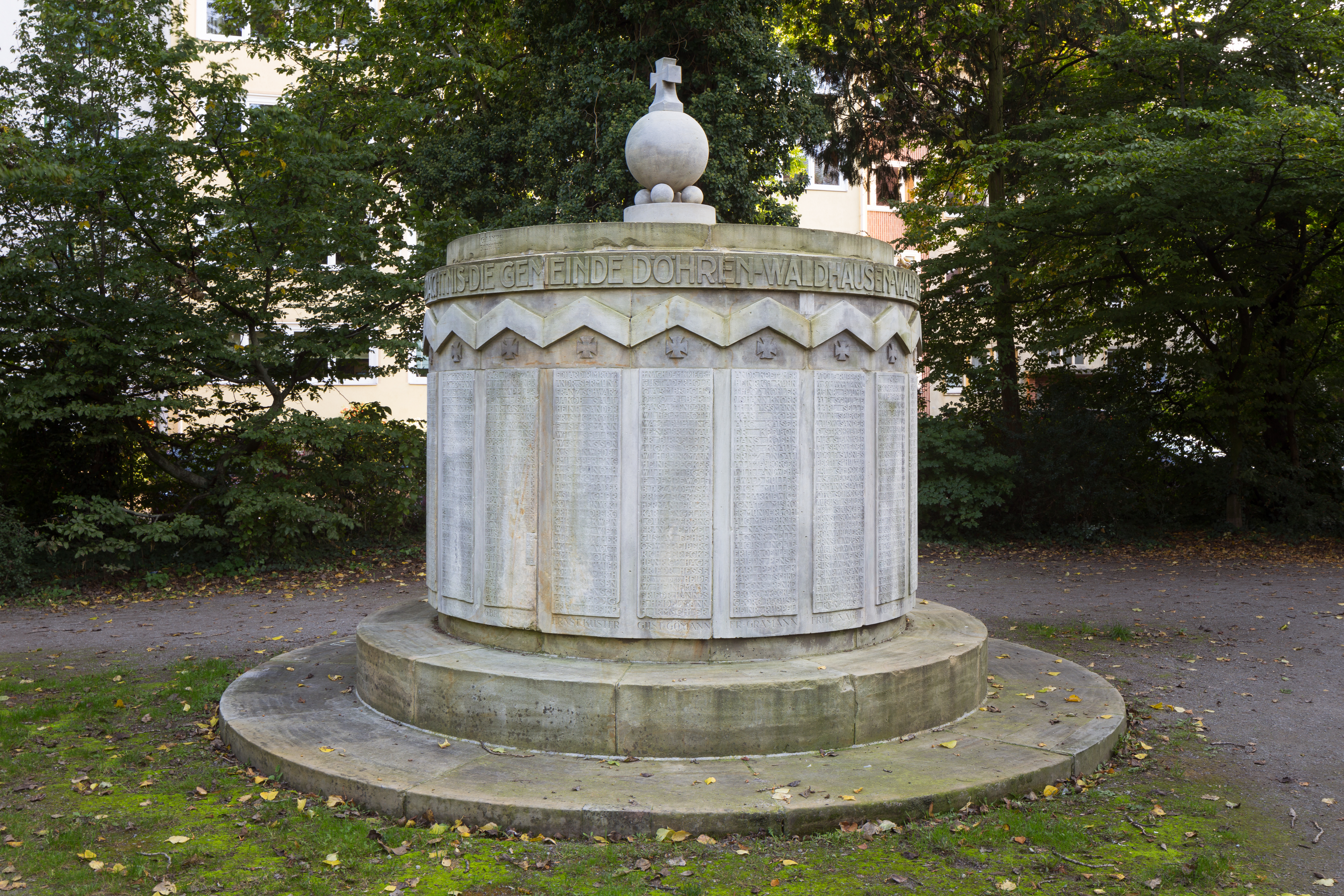
Mahnmal für die Gefallenen der beiden Weltkriege

Erst nach der Schließung des alten Döhrener Friedhofes wurde auf seinem Gelände ein Mahnmal für die im und nach dem Ersten und Zweiten Weltkrieg Gefallenen und Kriegsopfer Döhrens aufgestellt. Die namentlich gelisteten Opfer – auch aus dem Stadtteil Waldhausen – sollen an zentraler Stelle den Hinterbliebenen einen Ort der Trauer und des Gedenkens ermöglichen.
2011 schlug die Umgestaltung des Eingangsbereiches mit Bänken und Blumen und einer Wegebefestigung mit einer Investition von insgesamt 235.000 Euro zu Buche. Der Umweltdezernent Hans Mönninghoff und die Bezirksbürgermeisterin Christine Ranke-Heck eröffneten die neugestaltete Anlage. Im selben Jahr waren vom Bezirksrat Döhren-Wülfel für die Restaurierung der denkmalgeschützten Grabmäler rund 5.400 Euro als Zuschuss bewilligt worden. Erheblich preiswerter fiel die Aufstellung einer Spenderbox für Hundekot-Tüten aus.

## Erhaltene Grabdenkmäler (unvollständig)
- Familiengrab des Hermann Fiedeler, Namensgeber der 1902 angelegten Fiedelerstraße[9] und den 1905 angelegten Fiedelerplatz[10][11]

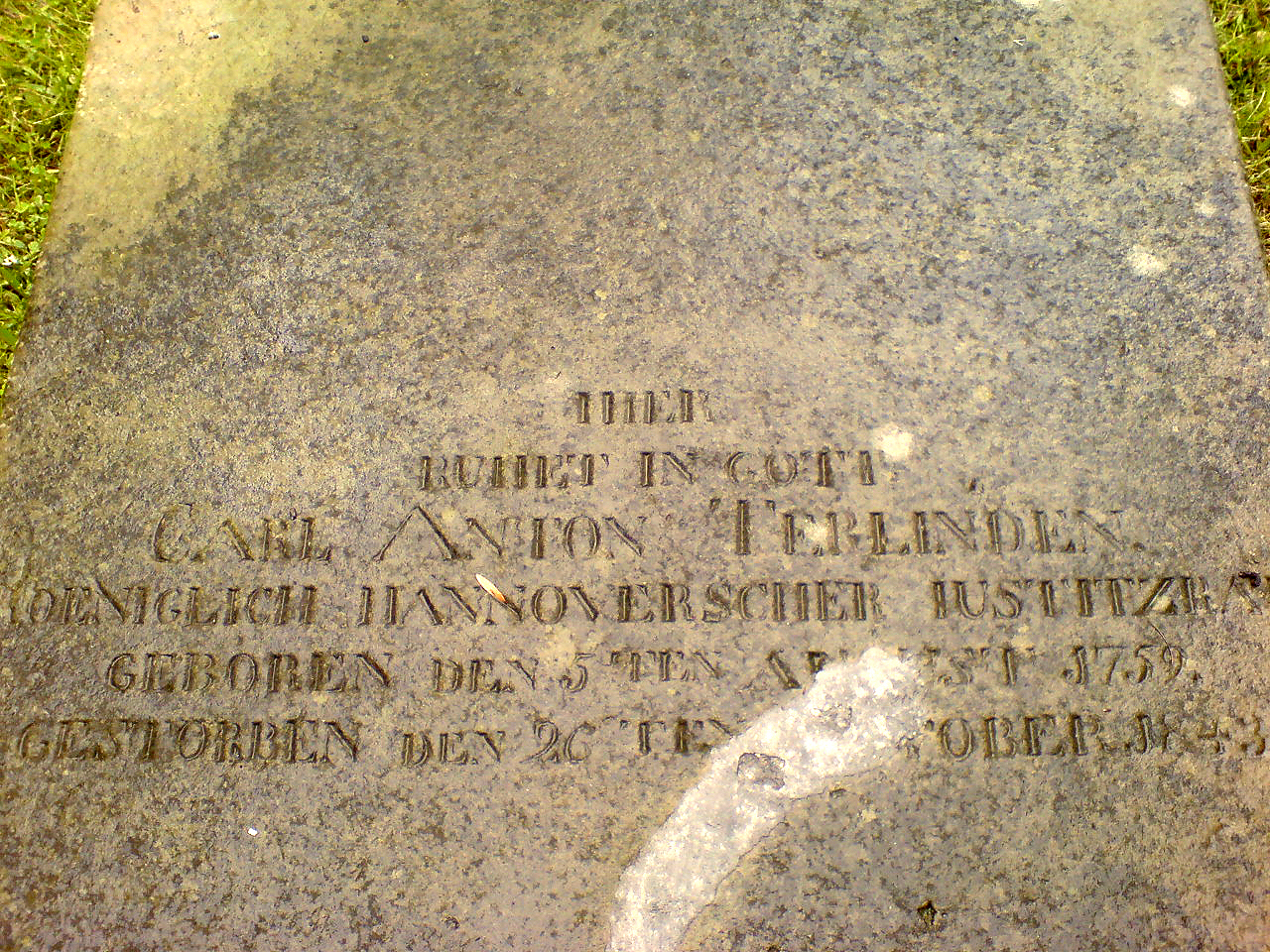
Durch Regen besser lesbar geworden: Inschrift für Carl Anton von Terlinden, Justizrat im Königreich Hannover

- Grabsteine des Carl Anton Terlinden (1759–1834), Königlich Hannoverscher Justizrat, und dessen Ehefrau Johanna Friderike Raht (1755–1842)[11]